# Карл Густав Врангел
Карл Густав Врангел (на шведски: Carl Gustav Wrangel) е шведски адмирал и фелдмаршал от германско-балтийски произход.
Роден е в град Упсала на 23 декември 1613 г. Починал в замъка Шпикер на германския остров Рюген на 5 юли 1676 г.
На 25 години, вече кавалерийски генерал, е изпратен в Германия, където шведите участват в Тридесетгодишната война. Без да играе ключова роля, той постепенно привлича вниманието на ръководството на армията и през 1644 г. получава командата на шведския флот. В започналата на предната година война с Дания той ръководи шведите в прочутата битка при остров Фемарн, която печели. През същата година става Фелдмаршал и наследява болния Ленарт Торстенсон като главнокомандващ армията в Германия. Нахлува в Бавария, заедно с френския генерал виконт дьо Тюрен.
През 1651 г. е направен граф на Самис и Сьолвесбори. По време на царуването на Карл X е главнокомандващ на армията и флота. През войната от 1655-1660 г. командва ту ескадри, ту сухопътни армии, като се отличава в тридневната битка за Варшава през 1656 г. и придружава краля в неговия прочут поход срещу Дания през 1657-1658 г.
След мира от 1660 г. той получава много почести, а след това е регент на малолетния Карл XI. Военната му кариера приключва с поражение в прочутата битка при Фербелин (1675 г.), където фатално подценява силата на бранденбургската армия. С това започва т. нар. Сканска война, тежка и скъпа за Швеция, която той не дочаква да свърши.